# 上村幹男
上村 幹男（うえむら みきお、1892年（明治25年）7月8日 - 1946年（昭和21年）3月23日）は、日本の陸軍軍人。最終階級は陸軍中将。

## 経歴
本籍山口県。陸軍三等主計正上村清治郎の長男として生まれる。広島陸軍地方幼年学校、中央幼年学校を経て、1912年（明治45年）5月、陸軍士官学校（24期）を卒業。同年12月、歩兵少尉に任官し歩兵第11連隊付となる。1921年（大正10年）11月、陸軍大学校（33期）を卒業。
陸軍歩兵学校教官を経て、1926年（大正15年）9月から1928年（昭和3年）11月までドイツに駐在した。帰国後、教育総監部付となり、近衛歩兵第4連隊大隊長を経て、1930年（昭和5年）12月から陸大専攻学生となった。1931年（昭和6年）11月、陸大教官となり、近衛師団参謀、台湾軍参謀、陸大教官、歩兵第76連隊長（1937.8.2 -1938.7.15）などを歴任。1938年（昭和13年）7月、陸軍少将に進級し歩兵第5旅団長に就任、日中戦争に出征し武漢作戦に参加した。台湾軍参謀長、第64独立歩兵団長を歴任し、1941年（昭和16年）8月、陸軍中将に進んだ。
太平洋戦争開戦後の1941年12月29日、俘虜情報局長官に就任。1943年（昭和18年）3月11日、第57師団長に親補され満州に駐屯。1945年（昭和20年）3月、第4軍司令官となり、ソ連軍と交戦を行う中、ハルビンで終戦を迎えシベリア抑留となった。1946年（昭和21年）3月、ハバロフスク収容所で自決した。遺書に「国家の現状、在満居留民並家族の実情を思ふ時、上級将校として詢に責の軽かざるを痛感し慚愧に不堪、茲に深く御詫び申し上ぐ」とし、大江志乃夫によれば、関東軍上級将校で満蒙居留民に詫びる遺書をしたためたのは彼一人という。

## 栄典
- 1913年（大正2年）2月20日 - 正八位[7]
- 1941年（昭和16年）9月15日 - 従四位
- 1943年（昭和18年）10月1日 - 正四位

## 親族
- 弟 上村栄人（陸軍大佐）[1]